# Stella di Wolf-Rayet

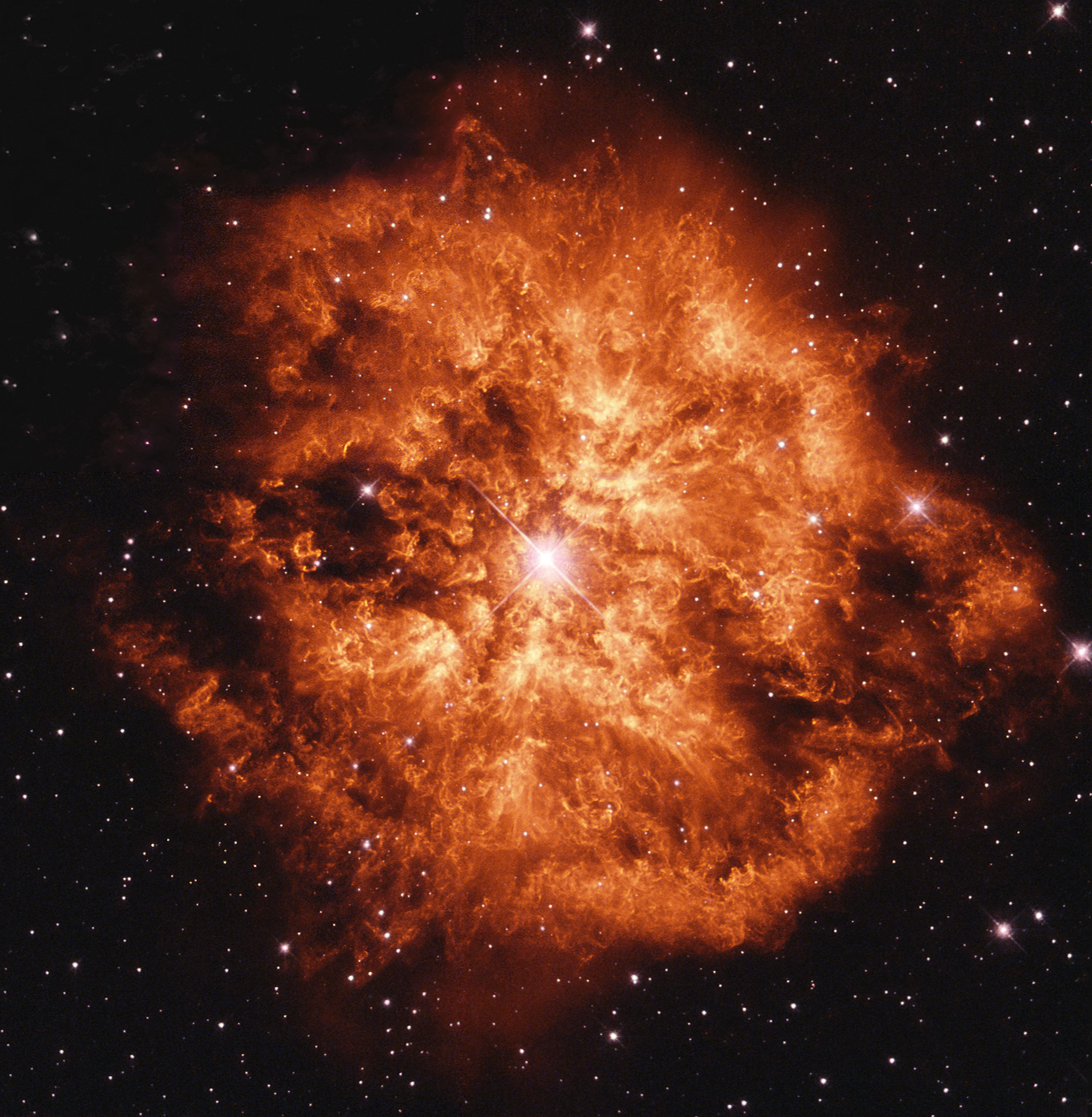
La nebulosa M1-67 che circonda la Stella di Merrill vista dal telescopio spaziale Hubble.

Le stelle di Wolf-Rayet (abbreviazione: stelle W.R.) sono stelle massicce (almeno 20 M⊙ alla nascita) molto evolute, e molto calde rispetto alla media. Spesso sono stelle eruttive.
Il colore è bianco-azzurro, e corrisponde a temperature superficiali comprese fra 30000 K e 200000 K.
Si tratta di stelle molto luminose, con una luminosità compresa fra centinaia di migliaia e milioni di volte quella del Sole, sebbene nella banda del visibile non siano eccezionalmente luminose, in quanto la maggior parte della radiazione viene emessa sotto forma di raggi ultravioletti e perfino di raggi X molli.
Stelle di questo tipo sono molto rare: ne sono conosciute poche centinaia in tutto il Gruppo Locale. La maggior parte di esse è stata scoperta negli anni 2000, in seguito a estese indagini fotometriche e spettroscopiche dedicate alla ricerca di tali oggetti nel piano galattico. A causa delle loro marcate linee di emissione, le WR sono individuabili anche in altre galassie.
Perdono massa a ritmi elevati per mezzo di venti stellari molto intensi e veloci (fino a oltre 2000 km/s). Le Wolf-Rayet perdono generalmente 10−5 M☉ ogni anno (un centomillesimo di volte la massa del Sole). Una tale perdita di massa causa l'espulsione del guscio di idrogeno che avvolge la stella scoprendo il nucleo di elio, che ha temperature molto elevate. 
Le stelle visibili a occhio nudo γ Velorum e θ Muscae sono Wolf-Rayet, così come lo è la stella più massiccia attualmente conosciuta, R136a1 nella Nebulosa Tarantola.

## Osservazioni storiche
Nel 1867 gli astronomi francesi Charles Wolf e Georges Rayet (da cui prende il nome questa classe stellare), utilizzando il telescopio Foucault da 40 cm dell'Osservatorio di Parigi, scoprirono tre stelle nella costellazione del Cigno (HD 191765, HD 192103 e HD 192641, ora designate rispettivamente come WR 134, WR 135 e WR 137) che mostravano delle marcate bande di emissione in uno spettro altrimenti continuo. La gran parte delle stelle mostra nel proprio spettro delle linee di assorbimento, a causa degli elementi dell'atmosfera stellare che assorbono le radiazioni elettromagnetiche a specifiche lunghezze d'onda. Il numero di stelle con linee di emissione nel proprio spettro è molto esiguo, dunque si comprese quasi subito la particolarità di tali oggetti.
La causa delle bande di emissione degli spettri delle stelle di Wolf-Rayet rimase un mistero per alcuni decenni. Edward Pickering ipotizzò che le linee fossero causate da un'inusuale stato dell'idrogeno e si scoprì che la serie di linee spettrali che fu chiamata serie di Pickering ricalcava in maniera sostanziale la serie di Balmer, quando furono sostituiti i numeri quantici semi-interi. In seguito si vide che le linee erano causate dalla presenza dell'elio, gas nobile che fu scoperto nel 1868. Pickering notò le somiglianza fra gli spettri delle WR e quelli delle nebulose planetarie e ciò portò alla conclusione, poi rivelatasi errata, che tutte le WR sono stelle centrali di nebulose planetarie.
Nel 1929 alcuni astronomi attribuirono lo spessore delle bande di emissione all'effetto Doppler, ipotizzando dunque che il gas che circondava tali stelle doveva muoversi a velocità di 300–2400 km/s rispetto alla linea di vista. La conclusione fu che una stella di Wolf-Rayet espelle continuamente gas nello spazio, producendo un inviluppo nebuloso di gas. La forza che espelle i gas alle alte velocità osservate è la pressione di radiazione. Si scoprì inoltre che molte stelle con lo spettro delle WR non sono stelle centrali di nebulose planetarie e che quindi c'è una differenza sostanziale fra nebulose planetarie e WR.
Gli spettri delle stelle WR presentano linee di emissione, oltre che dell'elio, anche di carbonio, ossigeno e azoto. Nel 1938 l'Unione Astronomica Internazionale classificò gli spettri delle stelle WR nei tipi WN e WC, a seconda che le linee spettrali dominanti fossero rispettivamente quelle dell'azoto o quelle del carbonio-ossigeno.

## Classificazione

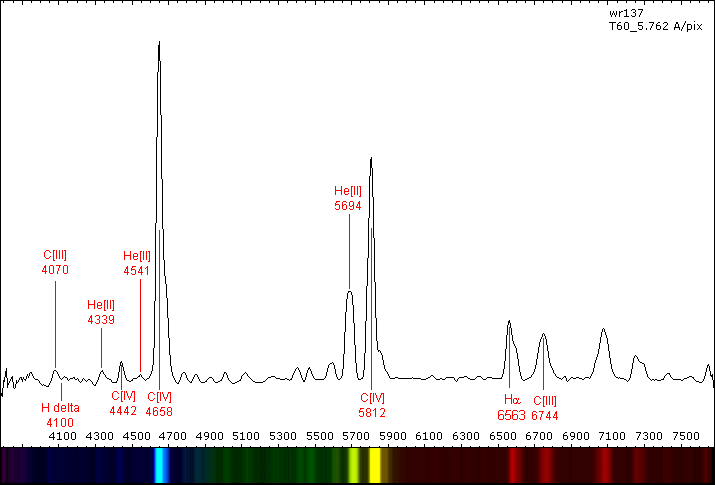
Spettro di WR137, una stella di classe WC7 e una delle prime tre stelle WR identificate

Le stelle di Wolf-Rayet furono identificate sulla base della peculiarità dei loro spettri elettromagnetici, che presentano larghe e marcate linee di emissione, identificabili con le linee dell'elio, dell'azoto, del carbonio, del silicio e dell'ossigeno, mentre le linee dell'idrogeno sono deboli o assenti. Le linee di emissione esibiscono frequentemente un lobo di accentuato redshift, tipico dei profili P Cygni, che indica la presenza di materiale circumstellare.
I primi sistemi di classificazione dividevano le WR fra quelle i cui spettri erano dominati dalle linee dell'azoto ionizzato (NIII, NIV, e NV) e quelle nei cui spettri erano invece marcate le linee del carbonio ionizzato (CIII e CIV) e più raramente dell'ossigeno (OIII - OVI). Le due classi furono chiamate rispettivamente WN e WC. Esse furono successivamente divise ulteriormente nelle sequenze WN5-WN8 e WC6-WC8, sulla base della marcatezza delle linee 541,1 nm HeII e 587,5 nm HeI
La sequenza WN è stata poi espansa per includere le classi WN2-WN9, che sono state ridefinite sulla base della marcatezza delle linee NIII a 463,4-464,1 nm e 531.4 nm, NIV a 347,9-348,4 nm e 405,8 nm e NV a 460,3 nm, 461,9 nm, e 493,3-494,4 nm. Queste linee sono ben separate dalle aree dello spettro relative alle linee di emissione dell'elio e sono ben correlate con la temperatura superficiale. Infine le stelle con spettri intermedi fra le WN e le Ofpe vengono assegnate alle classi WN10 e WN11, sebbene questa nomenclatura non sia universalmente accettata.
| Classe spettrale | Criteri                             | Altre linee di emissione                            |
| ---------------- | ----------------------------------- | --------------------------------------------------- |
| WN2              | NV debole o assente                 | HeII marcata                                        |
| WN2,5            | NV presente, NIV assente            |                                                     |
| WN3              | NIV << NV, NIII debole o assente    |                                                     |
| WN4              | NIV ≈ NV, NIII debole o assente     |                                                     |
| WN5              | NIII ≈ NIV ≈ NV                     |                                                     |
| WN6              | NIII ≈ NIV, NV debole               |                                                     |
| WN7              | NIII > NIV                          | Debole profilo P-Cyg di HeI, 468,6 nm HeII > NIII   |
| WN8              | NIII >> NIV                         | Marcato profilo P-Cygn di HeI, 468,6 nm HeII ≈ NIII |
| WN9              | NIII > NII, NIV assente             | Profilo P-Cyg di HeI                                |
| WN10             | NIII ≈ NII                          | Serie di Balmer, profilo P-Cyg di HeI               |
| WN11             | NIII debole o assente, NII presente | Serie di Balmer, profilo P-Cyg di HeI               |

Anche la sequenza WC è stata espansa in modo da includere le classi WC4-WC9, sebbene in qualche vecchia pubblicazione siano utilizzate anche le classi WC1-WC3. Invece, le WR eccezionalmente calde sono state raccolte nelle classi WO1-WO4: i loro spettri sono dominati dalle linee dell'ossigeno ionizzato anziché da quelle del carbonio ionizzato, sebbene le abbondanze dei singoli elementi siano probabilmente comparabili. Le linee principali utilizzate per distinguere le sottoclassi delle stelle WC sono CII a 426,7 nm, CIII a 569,6 nm, CIII/IV a 465,0 nm, CIV a 580,1-581,2 nm e OV a 557,2-559,8 nm. Per le stelle WO vengono invece utilizzate le linee CIV a 580,1 nm, OIV a 340,0 nm, OV a 557,2-559,8 nm, OVI a 381,1-383,4 nm, OVII a 567,0 nm e OVIII a 606,8 nm. La divisione fra gli spettri WC e WO viene effettuata mediante la presenza o l'assenza della linea CIII.
| Classe spettrale | Criteri                                       |
| ---------------- | --------------------------------------------- |
| WC4              | CIV marcata, CIII debole, OV molto evidente   |
| WC5              | CIII << CIV, CIV < OV                         |
| WC6              | CIII << CIV, CIV > OV                         |
| WC7              | CIII < CIV, CIV >> OV                         |
| WC8              | CIII > CIV, CII assente, OV debole o assente  |
| WC9              | CIII > CIV, CII presente, OV debole o assente |

| Classi spettrali | Criteri                          |
| ---------------- | -------------------------------- |
| WO1              | OVII ≥ OV, OVIII presente        |
| WO2              | OVII < OV, CIV < OVI             |
| WO3              | OVII debole o assente, CIV ≈ OVI |
| WO4              | CIV > OIV                        |

Gli studi dettagliati delle WR possono menzionare altre caratteristiche spettrali, indicate mediante suffissi aggiunti alla classe spettrale:
- h righe di emissione dell'idrogeno;
- ha righe di emissione e assorbimento dell'idrogeno;
- w linee allargate;
- s linee sottili;
- d polveri (a volte vd, pd, o ed per polveri variabili, periodiche o episodiche).

La classificazione delle WR è complicata dal fatto che esse frequentemente sono circondate da una nebulosità densa o sono binarie. Il suffisso "+ abs" viene spesso utilizzato per segnalare la presenza di linee di assorbimento, probabilmente dovute alla presenza di una compagna non WR.
Come tutte le stelle, anche le WR vengono distinte in "tipi precoci" o E (in inglese: early types) e "tipi tardivi" o L (in inglese: late types) sulla base della credenza in voga all'inizio del XX secolo e non più ritenuta valida che le stelle si raffreddassero man mano durante la loro esistenza. WNE e WCE si riferiscono quindi alle prime e più calde sottoclassi delle stelle WN e WC mentre WNL e WCL alle ultime sottoclassi. Di solito la divisione fra tipi E e tipi L viene approssimativamente posta intorno alle sottoclassi 6 o 7. Nessuna distinzione del genere viene fatta per le stelle WO. Le stelle WNE sono solitamente più povere di idrogeno mentre quelle WNL presentano le linee di questo elemento.

## Nomenclatura

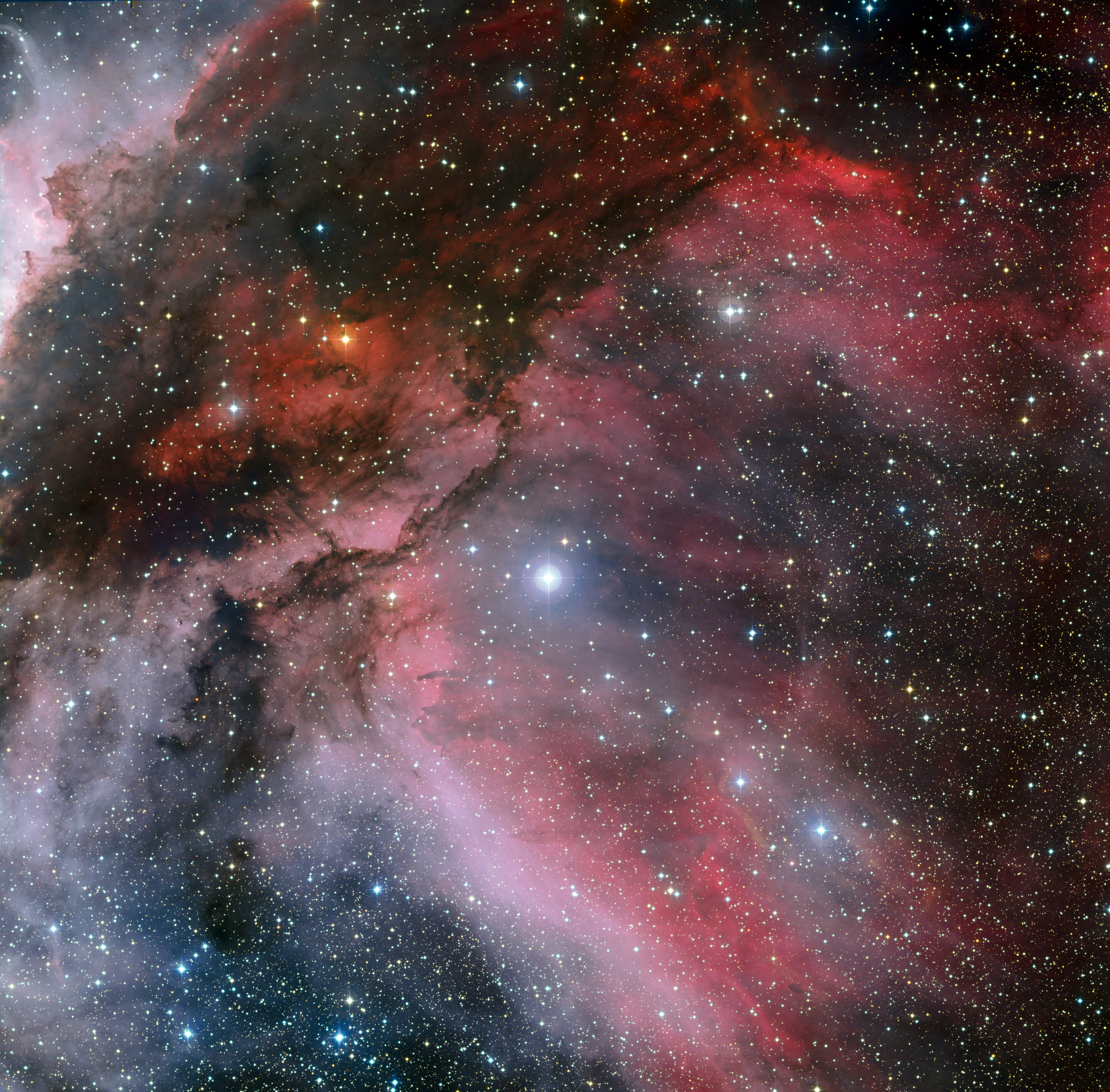
WR 22 nella nebulosa della Carena.

Le prime tre WR identificate, casualmente aventi tutte e tre una compagna di tipo O, erano già presenti nel Catalogo Draper. Inizialmente, benché fossero riconosciute come Wolf-Rayet, non fu creata alcuna nomenclatura specifica per tali stelle, che continuarono a essere nominate mediante le loro sigle preesistenti. I primi tre cataloghi contenenti WR non erano specificatamente dedicati a esse e contenevano anche altri tipi di stelle. Nel 1962 fu creato uno specifico catalogo per le WR in cui esse erano numerate progressivamente in ordine di ascensione retta. Un secondo catalogo (il quinto, se si contano anche i primi tre non dedicati), pubblicato nel 1968, utilizzava gli stessi numeri del catalogo precedente con il prefisso MR (dall'autore del primo catalogo, Morton Roberts) più una sequenza addizionale di numeri con il prefisso LS per le nuove stelle scoperte (dall'autore del catalogo, Lindsey Smith). Nessuno di questi schemi di numerazione è ancora in uso. Un terzo catalogo dedicato alle Wolf-Rayet, risalente al 1981, introdusse la sigla WR seguita da un numero, che è la nomenclatura accettata ancora oggi. Esso numerava le stelle di Wolf-Rayet dalla WR 1 alla WR 158 in ordine di ascensione retta. Il quarto catalogo (il settimo, se si contano i primi tre) e le sue espansioni, pubblicato a partire dal 2001, ha mantenuto la stessa sequenza del catalogo precedente, inserendo le nuove WR scoperte mediante suffissi costituiti da lettere latine minuscole, ad esempio WR 102ka. Alcune indagini moderne condotte su ampie porzioni di cielo utilizzano propri schemi di numerazione per le nuove WR scoperte.
Le WR nelle galassie diverse dalla Via Lattea sono numerate secondo schemi differenti. Per quanto riguarda la Grande Nube di Magellano, la nomenclatura più diffusa e completa è quella del "Quarto Catalogo delle stelle Wolf-Rayet di popolazione I nella Grande Nube di Magellano" (1999), in cui il numero della stella è prefissato da BAT-99, ad esempio BAT-99 105. Molte WR di questa galassia sono elencate nel terzo catalogo con il prefisso "Brey", ad esempio Brey 77. Infine, viene usata anche una terza nomenclatura, che utilizza i numeri del RMC (Radcliffe Observatory Magellanic Cloud), a volte abbreviato semplicemente con R, come in R136a1.
Per le WR della Piccola Nube di Magellano viene utilizzato il catalogo di Azzopardi e Breysacher del 1979 e quindi i numeri vengono prefissati da AB, come ad esempio in AB7.

## Distribuzione e proprietà fisiche

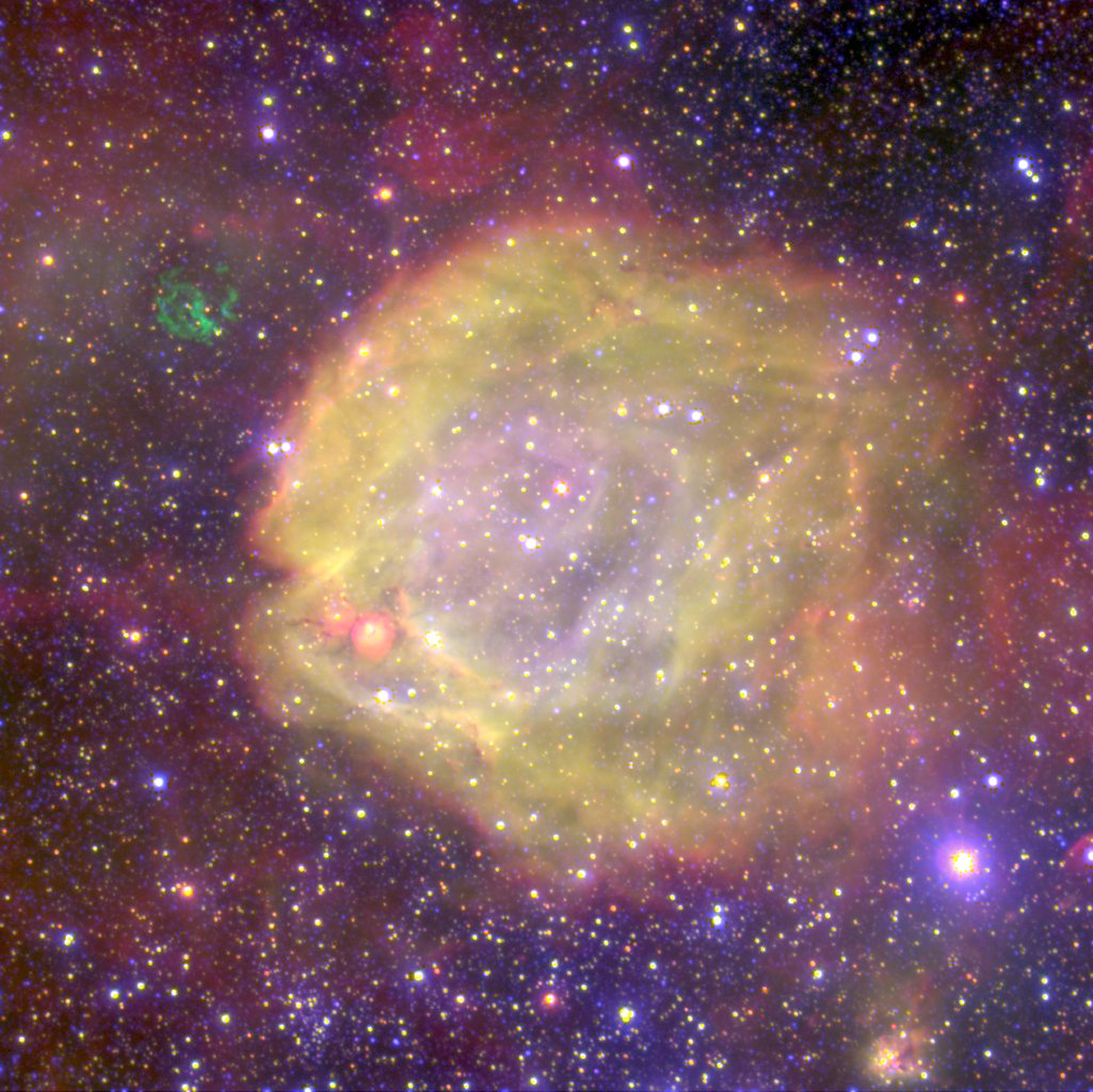
AB7 è una delle nebulose a più alta eccitazione delle Nubi di Magellano, due galassie satelliti della Via Lattea.

Nella Via Lattea sono state individuate circa 500 Wolf Rayet. La maggior parte di esse sono state scoperte negli anni 2000 in seguito a estese indagini fotometriche e spettroscopiche dedicate alla ricerche di tali oggetti nel piano galattico. A causa delle loro marcate linee di emissione, le WR sono individuabili anche in altre galassie. Un totale di 134 WR sono state catalogate nella Grande Nube di Magellano, la maggior parte di tipo WN, ma anche tre del raro tipo WO. Nella Piccola Nube di Magellano ci sono invece solo 12 WR, a causa della bassa metallicità media della galassia. Ne sono state inoltre individuate 206 nella Galassia del Triangolo e 154 nella Galassia di Andromeda. È quindi presumibile che esistano poche migliaia di WR nel Gruppo Locale. Al di fuori del Gruppo Locale sono state individuate alcune migliaia di WR, frequenti specialmente nelle galassie starburst. Per esempio, più di mille WR, di magnitudine compresa fra 21 e 25, sono state osservate nella galassia Girandola.
Le WR hanno due caratteristiche fisiche molto peculiari. La prima, come si è detto, consiste nella presenza nel loro spettro di linee di emissione molto marcate. Esse si formano in una regione circumstellare caratterizzata da un vento stellare denso e molto veloce, che viene investito da grandi quantità di raggi ultravioletti provenienti dalla fotosfera della stella. Le radiazioni ultraviolette vengono assorbite dai gas circostanti la stella e vengono riemesse per fluorescenza facendo comparire le linee di emissione. La seconda caratteristica fisica consiste nell'alta temperatura superficiale delle WR (da 30 000 a oltre 100000 K), che è responsabile dell'emissione dei raggi UV e che ne fa fra le stelle più calde conosciute.
Le grandi quantità di vento stellare emesso causano notevoli perdite di massa che scoprono prima le regioni ricche di azoto prodotto dal ciclo CNO (stelle di classe WN) e poi le regioni ricche di carbonio e ossigeno, prodotto dal processo tre alfa (stelle di classe WC e WO). Mano a mano che la WR perde massa la sua temperatura superficiale aumenta in quanto vengono scoperti strati sempre più interni e vicini al nucleo. A ciò corrisponde una diminuzione del raggio della stella e della sua luminosità. Per contro, invece, la velocità del vento stellare emesso aumenta. La perdita di massa causata dal vento rimane pressoché costante. Sebbene gli studiosi siano concordi sulle caratteristiche generali di questo processo, i dettagli differiscono. Qui di seguito si riportano le proprietà fisiche attribuite alla WR di tipo WN da Crowther (2007):
| Tipo spettrale | Temperatura efficace (migliaia di kelvin) | Magnitudine assoluta | Perdita massa Log10(M☉ anno−1) | Velocità vento stellare (km/s) |
| -------------- | ----------------------------------------- | -------------------- | ------------------------------ | ------------------------------ |
| WN3            | 85                                        | −3,1                 | −5,3                           | 2.200                          |
| WN4            | 85                                        | −4,0                 | −4,9                           | 1.800                          |
| WN5            | 70                                        | −4,0                 | −5,2                           | 1.500                          |
| WN6            | 70                                        | −4,1                 | −4,8                           | 1.800                          |
| WN7            | 50                                        | −5,4                 | −4,8                           | 1.300                          |
| WN8            | 45                                        | −5,5                 | −4,7                           | 1.000                          |
| WN9            | 32                                        | −6,7                 | −4,8                           | 700                            |

La seguente tabella riporta invece le proprietà fisiche stelle WC e WO, generalmente in uno stadio evolutivo più avanzato di quello delle stelle WN:
| Tipo spettrale | Temperatura efficace (1e3 K) | Magnitudine assoluta | Perdita massa Log10(M☉ anno−1) | Velocità vento stellare (km/s) |
| -------------- | ---------------------------- | -------------------- | ------------------------------ | ------------------------------ |
| WO             | 150                          | −2,8                 | −5,0                           | 4.100                          |
| WC4            | 90                           | −4,5                 | −4,6                           | 2.750                          |
| WC5            | 85                           | −3,6                 | −4,9                           | 2.200                          |
| WC6            | 80                           | −3,6                 | −4,9                           | 2.200                          |
| WC7            | 75                           | −4,5                 | −4,7                           | 2.200                          |
| WC8            | 65                           | −4,0                 | −5,0                           | 1.700                          |
| WC9            | 50                           | −4,6                 | −5,0                           | 1.200                          |

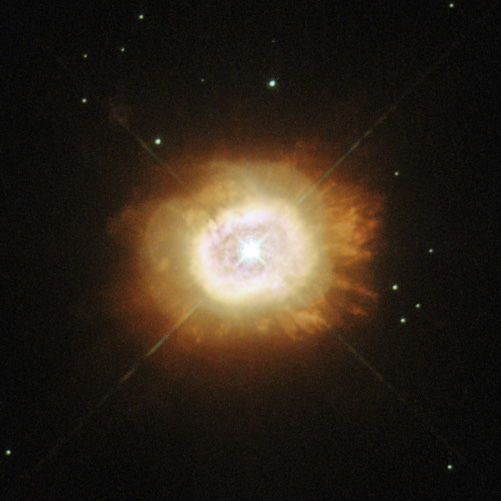
HD 184738, chiamata anche stella di Campbell. In realtà è una nebulosa planetaria e la stella centrale non è una giovane e massiccia WR, ma una stella vecchia e poco massiccia giunta agli stadi finali della sua evoluzione

Alcune WR, specie quelle di tipo WC appartenenti alle ultime sottoclassi, producono polveri. Questo avviene soprattutto nelle stelle che fanno parte di sistemi binari, come prodotto della collisione dei venti stellari delle stelle che formano la coppia, come nel caso della famosa binaria WR 104; tuttavia questo processo è stato osservato anche nelle stelle singole.
Una piccola percentuale (circa un decimo) delle stelle che si trovano all'interno delle nebulose planetarie sono molto simili alle WR dal punto di vista osservativo, ossia esibiscono delle larghe linee di emissione nei loro spettri, in cui sono riconoscibili elementi come l'elio, il carbonio e l'ossigeno. Tuttavia, a differenza delle WR, si tratta di stelle di piccola massa (tipicamente 0,6 M☉), molto vecchie e giunte agli ultimi stadi della loro esistenza, prima di evolvere in nane bianche. Dato che invece le WR sono stelle giovani e massicce, di popolazione I, si preferisce distinguerle dalle nebulose planetarie ed escludere dalle WR le stelle che si trovano al centro di tali nebulose.

## Evoluzione
Le WR sono stelle distanti, rare e spesso oscurate da polveri e gas. Sono pertanto difficili da studiare e le teorie circa la loro evoluzione sono state formulate più tardi rispetto alle teorie riguardanti l'evoluzione di stelle meno estreme. Tuttora molti aspetti rimangono non chiari.

### Prime ipotesi

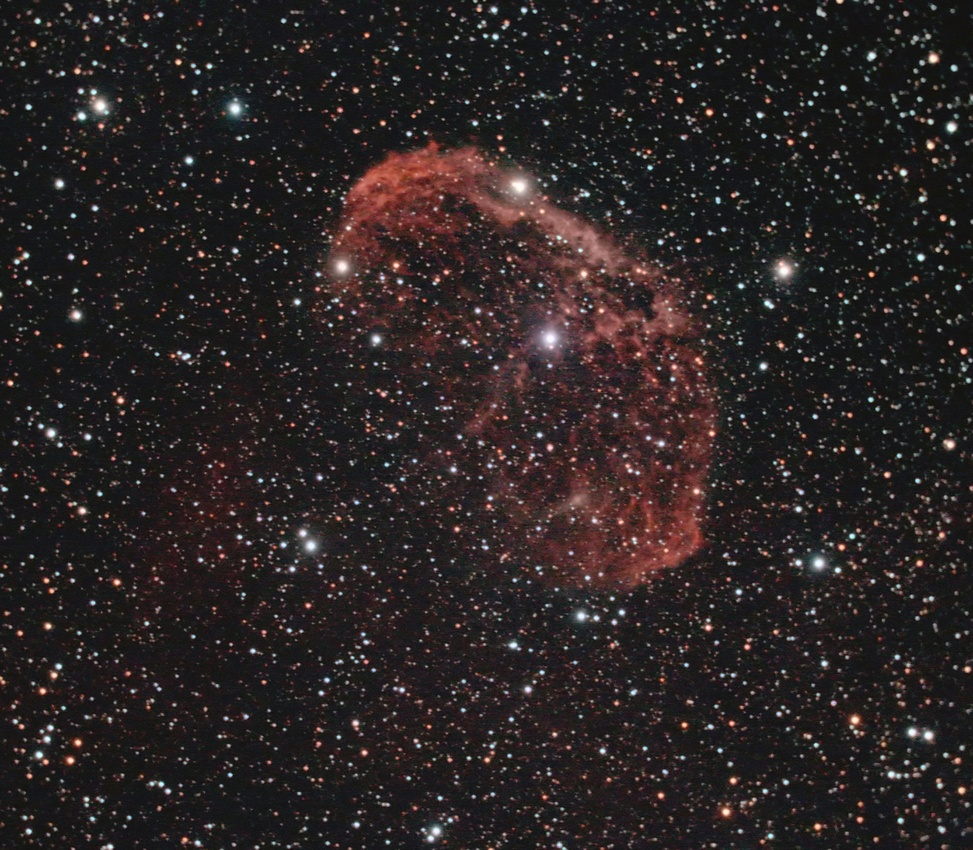
WR 136 è una stella di classe spettrale WN6 la cui atmosfera perduta durante la fase di supergigante è stata investita dai venti veloci e caldi generati dalla WR. Lo shock ha prodotto la nebulosa a emissione NGC 6888.

Nel corso degli anni sessanta e anni settanta alcuni astronomi, fra cui Rublev (1965) e Conti (1976), ipotizzarono che le stelle di tipo WR discendessero da massicce stelle di classe O, in cui i forti venti stellari caratteristici delle stelle estremamente luminose avessero espulso gli strati superficiali ricchi di idrogeno. Questa idea si è rivelata essenzialmente corretta, sebbene i processi che portano dalle stelle di tipo O alle WR si siano rivelati molto complessi.
I primi modelli di evoluzione stellare non erano compatibili con questo quadro in quanto prevedevano che le stelle massicce non evolvessero in WR ma in supergiganti rosse. Anziché aumentare la loro temperatura superficiale, quindi, esse avrebbero dovuto diminuirla. Secondo tali modelli, le supergiganti rosse sono solo di poco più luminose delle stelle di tipo O da cui si sono evolute e diventano sempre più instabili mano a mano che i loro nuclei incrementano la loro temperatura e che le loro atmosfere si estendono. I processi di fusione interni ai loro nuclei le portano a produrre elementi chimici sempre più pesanti fino a che esse non esplodono in supernovae, non diventando mai quindi delle WR.
I modelli successivi, più accurati, mostrarono che c'è un limite superiore alla luminosità delle stelle, oltrepassato il quale la stella perde rapidamente massa. Di conseguenza le stelle sufficientemente massicce non diventano mai delle supergiganti rosse, ma rimangono delle supergiganti blu espellendo grandi quantitativi di massa tramite venti stellari intensissimi. Esse possono quindi diventare delle WR se le loro atmosfere ricche di idrogeno vengono completamente espulse. Sono pertanto stelle che diventano tanto più piccole e più calde quanto più perdono i loro strati esterni.

### Ipotesi attuali

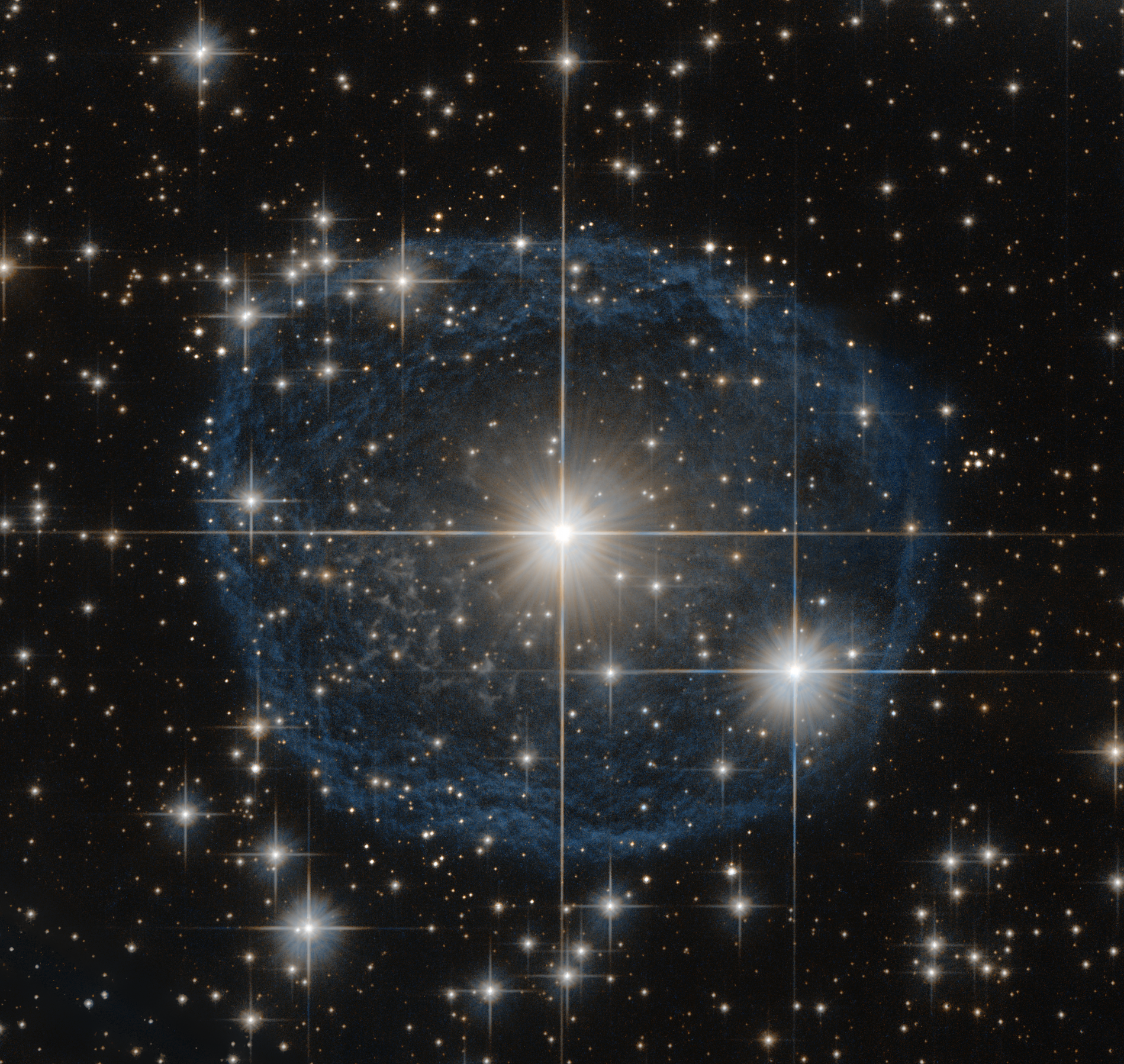
La stella di Wolf-Rayet WR 31a illumina i gas da essa stessa espulsi.

Si ritiene attualmente che la maggior parte delle WR sia la naturale evoluzione delle stelle più massicce esistenti o dopo essere passate per la fase di supergigante rossa o dopo quella di supergigante blu o direttamente dopo avere terminato la fase di sequenza principale. I modelli attuali predicono che le supergiganti rosse discendenti da stelle con una massa iniziale inferiore a 20 M⊙ esplodano in supernovae di tipo II, cioè supernovae che presentano nei loro spettri le linee dell'idrogeno. Le loro progenitrici non hanno quindi perso gli strati superiori ricchi di questo elemento. Invece, le supergiganti rosse discendenti da stelle di massa compresa fra le 20 e le 45 M⊙, a causa dei loro intensi venti stellari, espellono le loro atmosfere e perdono il loro strato superficiale di idrogeno. Alcune di loro possono esplodere in supernovae dopo essere ridiventate delle supergiganti gialle, ma altre possono diventare ancora più calde ed evolvere in WR.
Le stelle di sequenza principale ancora più massicce (con massa iniziale superiore a 45 M⊙) sviluppano nuclei convettivi estremamente caldi e massicci che mescolano i prodotti del ciclo CNO nell'intera stella. Il rimescolamento può essere accentuato dalla rotazione della stella, che spesso si manifesta sotto forma di rotazione differenziale, dove il nucleo ruota a una velocità maggiore rispetto alla superficie. Dato il rimescolamento degli elementi, queste stelle esibiscono la presenza dell'azoto in superficie fin da giovane età. Questa particolarità viene segnalata assegnandole alla classe Of o Of*, ove "f" indica la presenza delle linee dell'azoto. Con l'aumentare dell'azoto in superficie esse evolvono in stelle di classe WNh, cioè stelle di tipo WN che contengono ancora quantità di idrogeno (h) in superficie. Uscendo dalla sequenza principale queste massicce stelle evolvono ulteriormente o in stelle LBV oppure, se il mescolamento degli elementi dovuto alla rapida rotazione è stato sufficientemente efficiente, direttamente in stelle WN, con assenza di idrogeno in superficie. Secondo un modello alternativo, le fasi WNh e LBV sarebbero invertite e la fase LBV corrisponderebbe all'ultimo stadio di fusione dell'idrogeno nel nucleo, mentre la fase WNh agli primi stadi del processo di fusione dell'elio nel nucleo. In ogni caso, queste stelle particolarmente massicce non passano mai attraverso lo stadio di supergigante rossa a causa delle cospicue perdite di massa dovute ai loro intensi venti stellari e al rimescolamento degli elementi dovuto alla loro rapida rotazione.
Le stelle WNh sono stelle spettroscopicamente simili alle WR, ma meno evolute in quanto hanno appena incominciato a espellere le loro atmosfere e quindi sono ancora molto massicce. Le stelle più massicce conosciute sono di tipo WNh piuttosto che di tipo O, il che non è inaspettato dato che stelle così massicce rimangono nella sequenza principale per poche centinaia di migliaia di anni dopo la loro formazione. Una spiegazione alternativa è che stelle così massicce non possono formarsi come stelle di sequenza principale ma solo attraverso la fusione di due stelle meno estreme.
Lo statuto delle stelle WO non è molto chiaro. Esse sono estremamente rare e tutti gli esempi noti sono più massicci e più luminosi delle più comuni stelle di tipo WC. Quindi i dati non supportano l'ipotesi che le stelle WO siano il normale stadio di evoluzione successivo a quello delle più comuni stelle WC. È stato ipotizzato che le stelle WO si formino solo a partire dalle stelle di sequenza principale più massicce oppure che corrispondano a una fase estremamente breve, della durata di poche centinaia di migliaia di anni immediatamente prima delle loro esplosione in supernovae, ove le stelle WC corrisponderebbero alla fase della fusione dell'elio nel nucleo, mentre quelle WO corrisponderebbero alle fasi di fusione successive

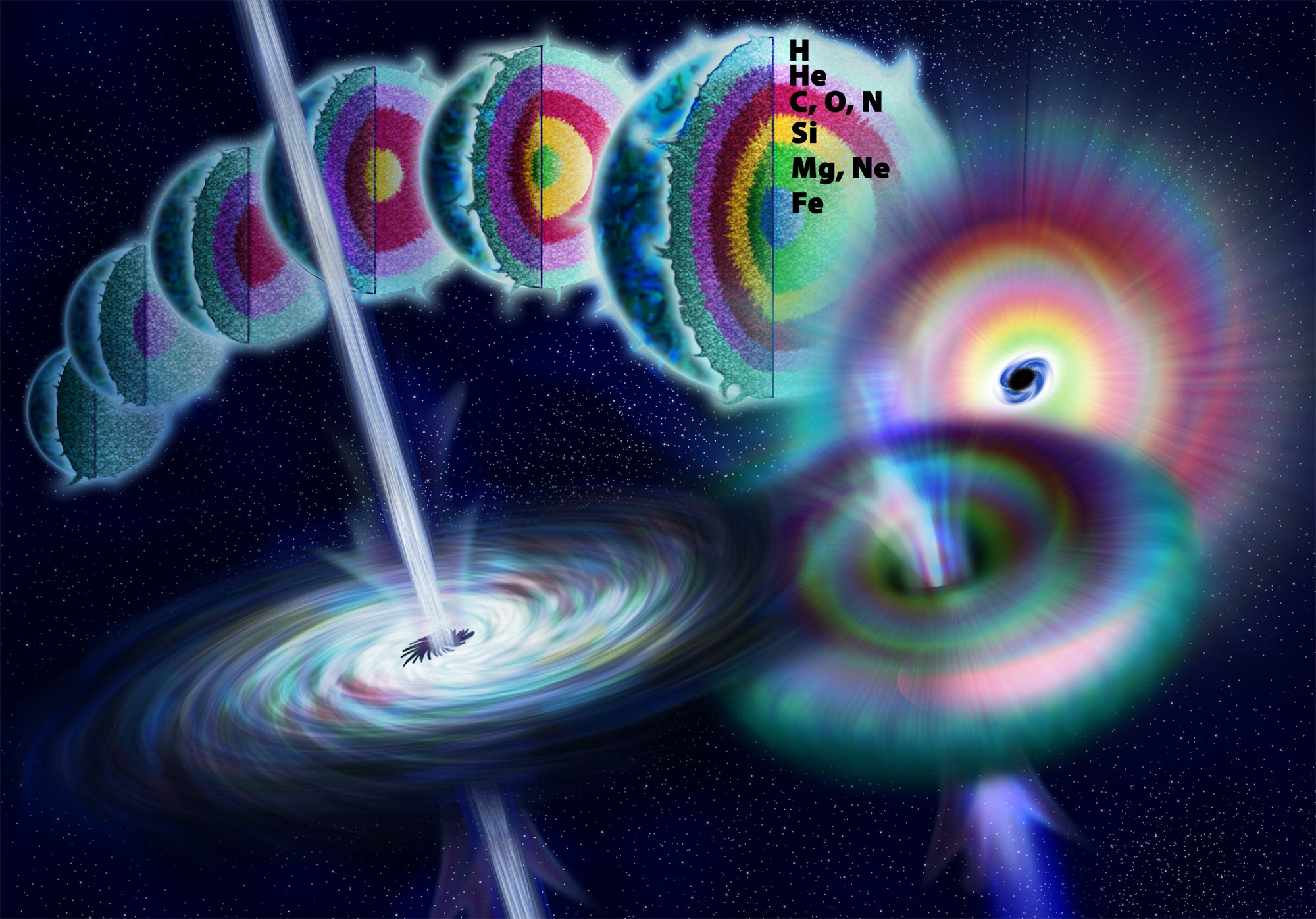
Rappresentazione del collasso di una stella massiccia in una collapsar e della conseguente formazione di un lampo gamma.

Sebbene le WR evolvano da stelle eccezionalmente massicce, esse non hanno masse elevatissime perché si formano in seguito perdita degli strati superficiali della stella. Per esempio, γ2 Velorum A si è formata da una stella avente una massa iniziale di 40 M⊙, ma ha attualmente una massa di 9 M⊙.
Poiché le WR si formano da stelle molto massicce e poiché le stelle molto massicce sono molto rare sia perché si formano meno spesso delle stelle meno massicce, sia perché hanno esistenze relativamente brevi, anche le WR sono stelle molto rare.

### Supernovae
Circa un quarto delle supernovae osservate sono di tipo Ib, cioè traggono origine da stelle progenitrici che hanno perso quasi del tutto il loro idrogeno superficiale, oppure sono di tipo Ic, cioè si originano da stelle che hanno perso l'idrogeno e buona parte dell'elio. Questi due tipi di supernovae corrispondono quindi abbastanza bene rispettivamente alle stelle di tipo WC e WO. Ciò rende plausibile che queste stelle concludano la loro esistenza in supernovae piuttosto che diventare delle nane bianche. Di conseguenza ogni stella che incomincia la sua esistenza con una massa di almeno 8-10 M☉ è destinata a terminarla in una supernova.
Sebbene la tesi secondo cui le progenitrici delle supernovae Ibc siano WR sia ampiamente accettata, non è stato ancora possibile produrre alcuna verifica sperimentale convincente di questa ipotesi. Le stelle WR sono molto luminose date le loro alte temperature, ma sono visualmente poco brillanti, perché emettono gran parte della loro radiazione nell'ultravioletto, sono rare e sono distanti. La teoria suggerisce che le WR progenitrici di supernovae Ibc risultano troppo deboli per essere rilevate anche dagli attuali strumenti più potenti. Una possibile eccezione è quella della supernova SN Ib iPTF13bvn, la cui progenitrice sembra essere una WR avente una massa iniziale di circa 30 M⊙ e che al momento dell'esplosione aveva una massa di circa 11 M⊙. È anche possibile che alcune WR terminino la loro esistenza in collapsar, se non hanno perso sufficientemente massa durante la loro evoluzione. In questo caso, la stella collassa direttamente in un buco nero, senza esplodere in una supernova. Si ritiene che le collapsar siano all'origine dei lampi gamma, dovuti all'espulsione a velocità relativistiche di parte della materia del disco di accrescimento che si forma intorno al neonato buco nero.
La seguente tabella illustra le fasi evolutive cui vanno incontro le stelle con massa superiore a 8 M⊙:
| Massa iniziale (M☉) | Sequenza evolutiva           | Tipo si supernova |
| ------------------- | ---------------------------- | ----------------- |
| 60+                 | O → Of → WNLh ↔ LBV →[WNL]   | IIn               |
| 45–60               | O → WNLh → LBV/WNE? → WO     | Ib/c              |
| 20–45               | O → RSG → WNE → WC           | Ib                |
| 15–20               | O → RSG ↔ (YHG) ↔ BSG (loop) | II-L (o IIb)      |
| 8–15                | O → RSG                      | II-P              |

Legenda:
- O: stella di classe O V
- Of: stella di classe O evoluta, che mostra le linee dall'azoto e dell'elio
- BSG: supergigante blu
- RSG: supergigante rossa
- YHG: supergigante gialla
- LBV: stella LBV
- WNL: WR di tipo WN "tardivo" (da WN6 a WN9)
- WNLh: WNL con le linee dell'idrogeno
- WNE: WR di tipo WN "precoce" (da WN2 a WN6)
- WC: WR di tipo WC
- WO: WR di tipo WO

## Esempi notevoli

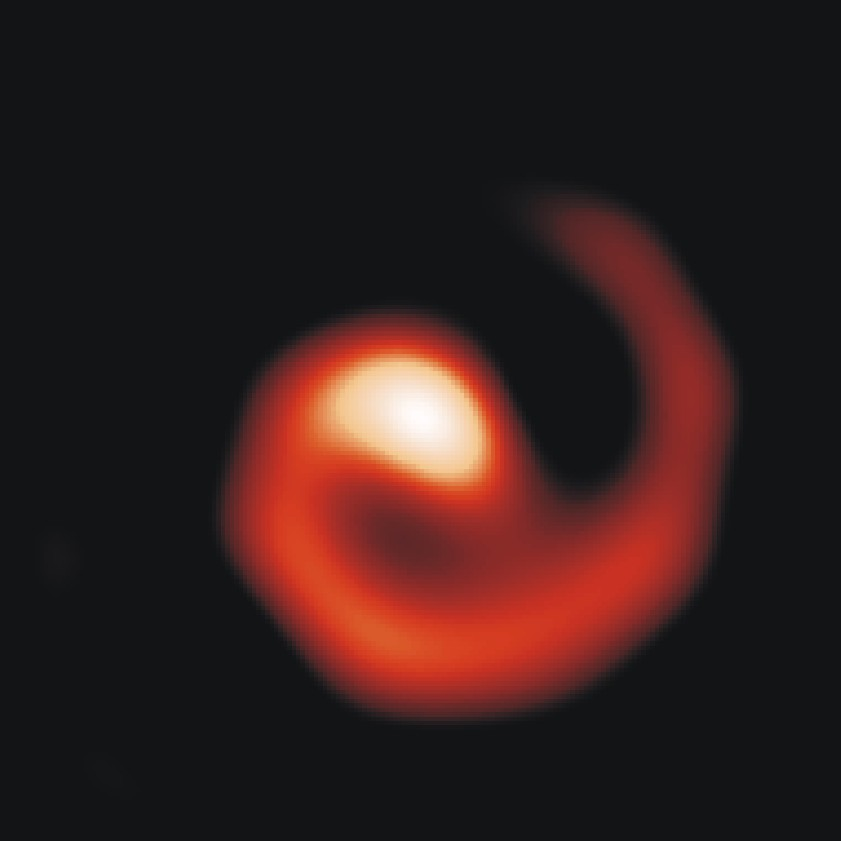
La stella di Wolf-Rayet WR 104 vista dal telescopio Keck.

La WR più luminosa vista dalla Terra è Gamma2 Velorum, la stella più brillante della costellazione delle Vele. Ha una magnitudine apparente di 1,83 ed è visibile solo a coloro che si trovano più a sud del 40° parallelo N. Si tratta in realtà di un sistema multiplo nel quale le due componenti principali sono una WR di classe spettrale WC8 e una supergigante blu di classe O7,5. Il sistema dista circa 850 al: si tratta probabilmente della WR più vicina alla Terra.
La seconda WR più brillante vista dalla Terra è θ Muscae, una stella di magnitudine 5,53, visibile solo più a sud del tropico del Cancro. Si tratta anche in questo caso di un sistema multiplo nel quale una WR di classe WC5 è accompagnata da altre stelle massicce. Dista circa 7500 al.
Alcune delle stelle più massicce conosciute sono delle WR, in particolare della classe WNh. Fra queste vi è anche R136a1, una stella visibile nella costellazione del Dorado e appartenente alla Grande Nube di Magellano, che è considerata la stella più massiccia attualmente conosciuta, con una massa stimata di circa 270 M⊙.
Un altro esempio notevole di WR è la stella binaria WR 104, i cui venti stellari generano una spettacolare quanto rarissima nube a spirale la cui estensione potrebbe coprire una distanza pari a 20 volte il nostro Sistema Solare.